# 武侯 (蔡)
武侯（ぶこう、生年不詳 - 紀元前837年）は、西周時代の蔡の君主。厲侯の子で、厲侯の後を受けて蔡国の君主となった。在位28年。